# Православие в Египте
Православие в Египте имеет очень древнюю историю. По преданию церковь в Александрии основал Апостол Марк.

## Александрийская православная церковь
Сейчас оно представлено в основном приходами Александрийского Патриархата, возглавляемой Папой Патриархом Александрийским и всей Африки, с 2004 г. им является Феодор II (Хорефтакис). На территории Египта Александрийский Патриархат имеет Александрийскую архиепископию, возглавляемую Патриархом (резиденции в Александрии и Каире), и следующие 5 митрополий:
- Мемфисская (Гелиополь-Каир),
- Леонтопольская (Исмаилия),
- Пелусийская (Порт-Саид),
- Гермопольская (Танта)
- Птолемаидская (Миния).

Численность православных в Египте составляет около 350 тысяч человек (около 0,4 % населения страны). 
На территории Египта действует 30 приходов и 3 монастыря: св. Саввы Освященного в Александрии, свт. Николая в Каире и вмч. Георгия в Старом Каире.
Кафедральный собор в честь Благовещения Пресвятой Богородицы в Александрии — главный храм православной Церкви в Александрии. В настоящее время здесь расположена также резиденция Александрийского Патриарха.

## Синайская архиепископия
Синайская архиепископия имеет автономный статус в составе Иерусалимской Православной Церкви. Состоит из монастыря вмц. Екатерины, расположенного у подножия горы Синай, и 17 подворий (3 в Египте и 14 в других странах: в Греции, на Кипре, в Ливане и в Турции).

## Русская православная церковь
Русская православная церковь на территории Египта представлена приходами, относящимися к Северо-Африканской епархии Патриаршего экзархата Африки.